# Luís Amado Carballo
Luís Amado Carballo (Pontevedra, 1901 – Pontevedra, 1927) è stato un poeta spagnolo.

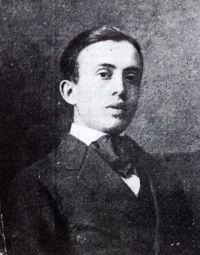
Luís Amado Carballo.

Fu il più grande scrittore e poeta di lingua gallega del primo '900, utilizzando forti mezzi erspressivi e profonda poeticità.

## Opere
- Maliaxe (Pontevedra, 1922)
- Os pobres de Deus (1925)
- Proel (Pontevedra, 1927)
- O galo (1928)
- Obras en prosa e verso (Vigo, 1970)